# The Sun Ain’t Gonna Shine Anymore
The Sun Ain’t Gonna Shine (Anymore) / Солнце больше не будет светить — песня, написанная Бобом Кру и Бобом Гаудио.
Песня изначально была выпущена как сингл американского поп-певца Фрэнки Валли в 1965 году на лейбле Smash Records, но наибольший успех имела в исполнении группы The Walker Brothers в 1966. Шер, группа Keane, группа Chilly также записывали кавер-версии этой песни.

## Версия Фрэнки Валли
Фрэнки Валли записал и выпустил первую версию песни, но его сингл не имел успеха, попав лишь в чарт Bubbling Under Hot 100 Singles, не достигая первой сотни Billboard Hot 100. Хотя песня была записана во время сессий с группой The Four Seasons, это был первый официальный сольный сингл Валли более чем за десять лет.

## Версия The Walker Brothers
В 1966 группа The Walker Brothers записала ремейк оригинальной песни. Песня была переименована в «The Sun Ain’t Gonna Shine Anymore» и обладала гораздо большим успехом, чем версия Валли. Сингл возглавил британский чарт и стал самым успешным их американским синглом, заняв 13-ю строчку в Billboard Hot 100. Песня также попала в топ-10 чарта Нидерландов.
Британский журнал New Musical Express включил данную композицию в исполнении The Walker Brothers в свой список «500 величайших песен всех времён», разместив её в нём на 357-й позиции.

### Список композиций
7" Single (Philips — BF 1473 / Smash Records S-2032)
1. «The Sun Ain’t Gonna Shine Anymore»
2. «After the Lights Go Out»

## Версия Шер
Летом 1996 Шер выпустила кавер-версию композиции как четвёртый официальный европейский сингл с её двадцать второго альбома It's a Man's World. Песня заняла 26-е место в британском чарте. Также её версия звучала в эпизоде сериала Секретные материалы «The Post-Modern Prometheus».

### Список композиций
UK CD Maxi-Single (WEA 071 CD)
1. «The Sun Ain’t Gonna Shine (Anymore)» (Trevor Horn Remix)
2. «Not Enough Love in the World» (Sam Ward Remix)
3. «Paradise Is Here»

### Официальные версии
- Main Version (5:15)
- Demo Mix (4:51)
- Junior’s White Label Remix (9:55)
- Junior’s Arena Mixshow
- Trevor Horn Remix (4:03)

### Чарты
| Чарт (1996)      | Место |
| ---------------- | ----- |
| UK Singles Chart | 26    |

## Версия Keane
The Sun Ain’t Gonna Shine Anymore — сингл британской рок-группы Keane, выпущенный в 2004 году.

### Особенности сингла
Песня The Sun Ain’t Gonna Shine Anymore является кавером группы The Walker Brothers. В отличие от оригинальной версии 1965 года Тим Райс-Оксли, клавишник и композитор Keane, заменил гитару на фортепиано, тем самым адаптировав её под классическое исполнение группы. Он также поёт во втором припеве, как главный вокалист, этот вариант исполнения идентичен варианту The Walker Brothers.

### Распространение
Сингл был избран летом 2004 года читателями NME и первый раз выпущен в сентябре, но только для цифрового скачивания. Песня была представлена на сайте организации War Child, а также была издана тысяча экземпляров на виниле в качестве подарка для некоторых фанатов Keane, которые поддержали их и помогали группе. Внутри каждого пронумерованного экземпляра есть записка от Тима Райс-Оксли с благодарностью за помощь, подписанная двумя другими участниками группы.

### Список композиций
| №  | Название                              | Длительность |
| -- | ------------------------------------- | ------------ |
| 1. | «The Sun Ain’t Gonna Shine (Anymore)» | 3:29         |
| 2. | «Your Eyes Open (Mo Mental Mix)»      |              |